# Marie Antonie z Leykamu
Marie Antonie z Leykamu (15. srpna 1806 Neapol – 17. ledna 1829 Kynžvart) byla italsko-německá šlechtična, známá jako druhá manželka kancléře Rakouského císařství Klemense Wenzela von Metternicha.

## Život
Narodila se v Neapoli jako dcera barona Cristopha Ambrose z Leykamu a Lucie Caputo. Její otec pocházel z rodiny nižší německé šlechty, známé službami u knížat z Thurnu-Taxisu v roli poštmistra Svaté říše římské. Otec Marie Antonie byl na neapolském dvoře známý také uměleckými zájmy, zejména jako miniaturista, a byl chráněncem královny manželky Marie Karolíny Habsbursko-Lotrinské. Její matka byla naopak v Neapoli velmi obdivována pro svou krásu a podle Carla Eduarda Vehse byla milenkou manžela Marie Karolíny, Ferdinanda I. Neapolsko-Sicilského.
V roce 1826 odjela rodina do Vídně, aby se zúčastnila plesu pořádaného anglickým velvyslancem v rámci karnevalu.
V říjnu následujícího roku se Marie Antonie provdala za knížete Metternicha, předního představitele Rakouského císařství. Bylo to jeho druhé manželství, předtím byl od 27. září 1795 ženatý s hraběnkou Marií Eleonorou z Kaunitz-Rietbergu, a to až do její smrti dne 19. března 1825. Z tohoto prvního manželství se dožily dospělosti čtyři děti: Viktor (1803–1829), Marie Antonie (1806–1829), Leontýna (1811–1861) a Hermína (1815–1890).

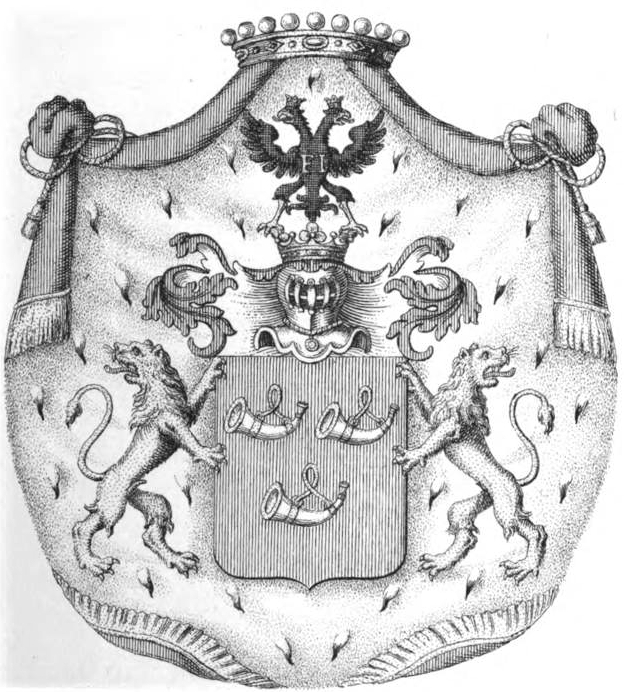
Znak Marie Antonie jako hraběnky z Beilsteinu od Konrada Tyroffa.

Ještě před sňatkem měla být povýšena rakouským císařem Františkem I. do hraběcího stavu s titulem hraběnka z Beilsteinu. Tento akt kompenzoval vnímání tehdejší společnosti, jež považovala sňatek mezi knížetem z Metternichu, příslušníkem vysoké šlechty, a dcerou nedávného šlechtického barona, kterou Carl Eduard Vehse označil za poštovního výrostka, za velkou nerovnost.
Sňatek s Marií Antonií je považován za jediný ze tří Metternichových sňatků, který uzavřel z vlastní vůle.
Manželství Marie Antonie s knížetem Metternichem trvalo asi patnáct měsíců a narodil se do něj syn Richard (1829–1895), který se v roce 1863 stal velvyslancem císaře Františka Josefa I. v Paříži. Richard Klemens z Metternichu se oženil a měl potomky.
Marie Antonie zemřela v důsledku porodních komplikací deset dní po Richardově narození na zámku Kynžvart. Její smrt knížete Metternicha hluboce zasáhla. Podle Vehseho měl kancléř dokonce během svého třetího manželství s hraběnkou Melanií Zichy-Ferrarisovou před svou kanceláří vystavený portrét Marie Antonie.
Z posledního manželství, které Metternich uzavřel v roce 1831, vzešlo pět dětí, z nichž se čtyři dožily dospělosti.

## Tituly
- Hraběnka z Beilsteinu.[3] ( Rakouské císařství)

- Palácová dáma, s právem tzv. velkého přístupu k císařskému a královskému dvoru.[6] ( Rakouské císařství)